# Centre d’emergències 112 de Madrid
Centre d'Emergències 112 de Madrid és una entitat institucional adscrita a la Conselleria de Justícia i Interior de la Comunitat de Madrid.
Després dels Atemptats a Madrid, 11 de març de 2004, que causaren prop de 200 víctimes i 1.500 ferits, el Centre d'Emergències Madrid 112 actuà amb
extraordinària eficàcia. Exercint les funcions de coordinació de manera impecable, comunicà immediatament la informació de l'emergència a SAMUR, la Policia Local de Madrid, els bombers i l'empresa Gas Natural.
La comunitat autònoma de Madrid, en coordinació amb el Ministeri de l'Interior d'Espanya, activà el grau 3 (el màxim previst) del Pla de grans emergències i reforçà la sala d'operacions del Centre d'Emergències Madrid 112. El dispositiu quedà integrat per 83 operadors d'emergència, 21 psicòlegs, 19 persones de suport, 9 supervisors ajudants, 7 supervisors i 3 caps de sala. L'112 de Madrid rebé un total de 25.110 telefonades, de les quals 5.661 foren ateses per un grup especial d'atenció al ciutadà, al qual es dotà de suport psicològic mitjançant professionals de diferents organismes i institucions.
En uns moments de gran angoixa i incertesa, el Centre d'Emergències Madrid 112 gestionà, minut a minut, tota la informació relativa a les víctimes, els ferits i els ingressos hospitalaris. A les Illes Balears, el Sistema Integral d'Emergències 112 ha pres nota de la seva actuació i el considera un exemple a seguir per garantir als ciutadans la protecció del principal dret fonamental recollit a la Constitució: el dret a la vida. Per aquest motiu, el 2005 va rebre el Premi Ramon Llull.